# Jesús España
Jesús España Cobo (Valdemoro, 21 augustus 1978) is een Spaanse langeafstandsloper, die is gespecialiseerd in de 3000 en 5000 m. Hij werd tweemaal Europees kampioen en meervoudig Spaans kampioen. Ook nam hij tweemaal deel aan de Olympische Spelen, maar won bij die gelegenheid geen medailles.

## Biografie
Zijn eerste internationale medaille won España in 2002 op de Europese indoorkampioenschappen in Wenen. Hij won op de 3000 m een bronzen medaille achter zijn landgenoten Alberto García (goud) en Antonio Jiménez (zilver). Op de Europese kampioenschappen van 2002 in München behaalde hij op de 5000 m een elfde plaats. Een jaar later werd hij in Birmingham op de wereldindoorkampioenschappen vierde in 7:42,70.
Op de EK van 2006 in Göteborg waren alle Spaanse atleten op de middellange en lange afstand favoriet. Uiteindelijk maakte alleen Jesús España die favorietenrol op de 5000 m waar. In de eindsprint streed hij tegen de Brit Mo Farah, die hij aan de finish met slechts 9/100 seconde in een tijd van 13.44,70 de pas afsneed naar de Europese titel.
Op de EK indoor van 2007 in Birmingham won Jesús España een bronzen medaille. In een tijd van 8.02,91 finishte hij achter de Italiaan Cosimo Caliandro (goud) en de Fransman Bouabdellah Tahri (zilver). Op het WK in Osaka dat jaar werd hij in de finale van de 5000 m zevende in 13.50,55.
In 2010 behaalde España, eveneens op de 5000 m, de zilveren medaille op de EK in Barcelona in een tijd van 13.33,12.
Op de Europese kampioenschappen in 2016 behaalde hij samen met Ayad Lamdassem en Carles Castillejo de zilveren medaille voor Spanje in het landenklassement op de halve marathon.

## Titels
- Europees kampioen 5000 m - 2006
- Ibero-Amerikaans kampioen 5000 m - 2004
- Spaans kampioen 5000 m - 2003, 2005, 2006, 2007
- Spaans indoorkampioen 3000 m - 2003, 2007

## Persoonlijke records
Baan
| Onderdeel | Prestatie | Datum            | Plaats   |
| --------- | --------- | ---------------- | -------- |
| 1500 m    | 3.36,53   | 15 mei 2002      | Doha     |
| 2000 m    | 5.05,34   | 11 juni 2002     | Rivas    |
| 3000 m    | 7.38,26   | 27 augustus 2006 | Rieti    |
| 5000 m    | 13.04,73  | 22 juli 2011     | Monaco   |
| 10.000 m  | 28.26,27  | 24 maart 2012    | Lissabon |

Weg
| Onderdeel      | Prestatie | Datum            | Plaats     |
| -------------- | --------- | ---------------- | ---------- |
| 10 km          | 28.33     | 31 december 2001 | Madrid     |
| halve marathon | 1:03.28   | 24 januari 2016  | Santa Pola |
| marathon       | 2:11.58   | 21 februari 2016 | Sevilla    |

Indoor
| Onderdeel | Prestatie | Datum           | Plaats     |
| --------- | --------- | --------------- | ---------- |
| 1500 m    | 3.40,92   | 7 februari 2009 | Zaragoza   |
| 3000 m    | 7.42,70   | 16 maart 2003   | Birmingham |

## Palmares

### 3000 m
- 2002:  EK indoor - 7.48,08
- 2003: 4e WK indoor - 7.42,70
- 2003: 9e Wereldatletiekfinale - 7.57,33
- 2005:  Europacup A - 8.16,48
- 2006: 6e Wereldbeker - 7.50,09
- 2007:  EK indoor - 8.02,91
- 2009:  EK indoor - 7.43,29
- 2009:  Europese Teamkamp. - 8.01,73
- 2010: 6e WK indoor - 7.42,82

### 5000 m
- 2002: 11e EK - 13.55,80
- 2002:  Europacup B - 15.06,70
- 2003:  Europacup A - 13.44,68
- 2006:  EK - 13.44,70
- 2007: 7e WK - 13.50,55
- 2008: 14e OS - 13.55,94
- 2009: 14e Memorial Van Damme - 13.23,12
- 2010:  EK - 13.33,12

### halve marathon
- 2016: 10e EK - 1:04.01 ( landenklassement)

### marathon
- 2016: 65e  OS - 2:20.08

### veldlopen
- 2001: 111e WK veldlopen (korte afstand) - 14.27
- 2003: 58e WK veldlopen (korte afstand) - 12.02
- 2007: 6e EK - 32.05,  landenklassement
- 2010: 9e EK - 29.32,  landenklassement